# El Turó (Cornellà de Terri)
El Turó és una muntanya de 111 metres que es troba al municipi de Cornellà del Terri, a la comarca del Pla de l'Estany.